# Pierre Clément (peintre)
Pour les articles homonymes, voir Pierre Clément et Clément.
Pierre Clément est un peintre français né à Bessancourt (Seine-et-Oise) le 26 février 1923 et mort le 9 février 2011 à Mâcon (Saône-et-Loire).

## Biographie
De formation scientifique (baccalauréat de mathématiques, puis géomètre expert), Pierre Clément abandonne cette voie, et entre à l’École nationale supérieure des beaux-arts de Paris en 1946, pour entrer ensuite en 1950 dans l'atelier du peintre Nicolas Untersteller. 
Parallèlement, ilt fait l'apprentissage de la poterie à Saint-Amand-en-Puisaye. Il reçoit le prix Abd-el-Tif en 1959, ce qui fait de lui l'un des derniers à recevoir ce prix et lui permet de rester en Algérie jusqu'en 1962. Il y restera après l'indépendance, au Lycée français d'Alger jusqu'en 1971. L'essentiel de sa production algérienne a disparu dans l'incendie de sa maison en 1975. 
Aujourd'hui, Pierre Clément habite et expose avec son épouse Michelle Clément (également artiste sculpteur), à Donzy-le-Pertuis (près de Cluny, en Saône-et-Loire), aux Quatre Vents, où ils disposent d'une galerie. Ils exposent également un peu partout en France, régulièrement.
Pierre et Michelle Clément ont eu 3 enfants : Philippe Clément, directeur de théâtre "L'Iris" à Lyon, Cécile Clément, et Elisabeth Clément. Cécile et Elisabeth sont toutes deux artistes également.
La peinture de Pierre Clément (pour une grande partie de ses œuvres) est cinétique et évolutive : Pierre Clément peint tout d'abord le fond de son tableau, puis de fines languettes de bois découpées sont peintes de chaque côté, différemment, et sont collées sur le font. Ainsi, le relief, les rythmes, les couleurs et les tons varient selon la position du spectateur, d'où l'appellation "cinétique et évolutive".

## Expositions
Alger, Bâle (CH), Clermont-Ferrand, Moulins, Saint-Rémy-de-Provence,  Lyon, Mâcon, Cluny, Tournus, Cambrai, Chalon-sur-Saône.

## Œuvres dans les collections publiques
- Musée national des Beaux-Arts d'Alger.
- villa Abd-el-Tif.